# Cobalt(III) cyanide
Cobalt(III) cyanide là một hợp chất vô cơ, một muối của kim loại cobalt và acid hydrocyanic có công thức Co(CN)3, các tinh thể màu dương hòa tan ít trong nước tạo thành tinh thể ngậm nước.

## Điều chế
Sự phân hủy acid hexacyanocobaltic(III) khi đun nóng sẽ để lại muối:
{\displaystyle {\mathsf {H_{3}Co(CN)_{6}\ \xrightarrow {120^{o}C} \ Co(CN)_{3}+3HCN\uparrow }}}

## Tính chất vật lý
Cobalt(III) cyanide tạo thành tinh thể màu dương, tan ít trong nước.
Tinh thể ngậm nước Co(CN)3·2H2O được tạo thành từ dung dịch nước.

## Tính chất hóa học
Tạo hexacyanocobaltat(III):
{\displaystyle {\mathsf {Co(CN)_{3}+3KCN\ \xrightarrow {} \ K_{3}Co(CN)_{6}}}}
Các muối của ion trên thường không màu (với kim loại kiềm, kiềm thổ và ion amoni).

## Hợp chất khác
Với NH3, cobalt(III) cyanide tạo ra:
- Co(CN)3·2,5NH3·½H2O;
- Co(CN)3·3NH3·⅓H2O.

Chúng đều có màu cam. Hemipentamin có D = 1,7 g/cm³, triamin có D = 1,72 g/cm³.